# 영국항공
영국항공(영어: British Airways) 또는 브리티시 에어웨이스는 1974년에 영국유럽항공과 영국해외항공이 재합병 후 설립된 영국의 항공사로 개트윅 공항과 히스로 공항을 거점을 운항하고 있으며 세계적 항공동맹 중 하나인 원월드의 창립 회원 항공사이기도 하다.

## 역사
영국항공의 기원은 1924년에 설립된 제국항공(영어: Imperial Airways)에서 비롯된다. 그 후 1939년에 유한회사 영국항공(영어: British Airways Ltd.)과 합병되어 영국해외항공(영어: BOAC(British Overseas Airways Corporation))으로 국유화되었다. 1946년에 영국남미항공(영어: BSAA(British South American Airways))과 영국유럽항공(영어: BEA(British European Airways))이 떨어져 나갔으나 각각 1949년과 1974년에 재합병되어 현재의 영국항공(영어: British Airways)으로 재탄생했다. 1987년 민영화를 계기로 고객들을 무시하는 것으로 유명했던 브리티시 항공은 무능하면서도 오만하기까지 했던 기업에서 고객 만족도가 몰라보게 개선된 하나의 전형을 받아들여질 만큼 탈바꿈했다. 당시 CEO인 콜린 마셜(영어: Sir Colin Marshall)의 "최상의 고객 서비스를 이룰 때까지 투쟁하겠다"는 헌신적인 결단이 있었기 때문에 영국항공은 가장 크고 지속적으로 이윤을 남기는 세계 제일의 국제 항공사로 거듭난 것으로 평가된다. 1988년에 서울 올림픽을 계기로 서울발 홍콩 경유 런던행 국제선 노선을 신설했고 1995년 논스톱 직항노선을 취항하다가 1998년쯤 외환위기로 운항을 중단하였으나 2012년 12월 4일부터 인천에 재취항하여 주 6일 운항하였다가 2020년 다시 단항하였다.. 2009년 11월 12일 스페인의 항공사인 이베리아 항공과 합병하기로 합의했다. 이 합의를 통해 두 항공사는 매출 기준으로 세계 3대 항공사가 되었고, 2010년 4월 8일 최종 합의를 통해 두 항공사가 합병되었다. 두 항공사의 합병으로 국제항공 그룹이 설립 했지만 두 항공사는 각각 자사 브랜드로 계속 운항하고 있다.

## 운항 노선
- 2012년 4월 현재 영국항공은 다음과 같은 노선을 취항하고 있다.

### 코드쉐어 협정
- 영국항공은 다음과 같은 항공사와 코드쉐어 협정을 맺고 있으며 원월드 회원과 코드쉐어를 하고 있으나 다른 항공사와 코드쉐어를 한다.[3]

| - LATAM 브라질 - LATAM 칠레 - S7 항공 (원월드) - 로건 에어 - 로얄 요르단 항공 (원월드) - 말레이시아 항공 (원월드) - 부엘링 항공 - 아메리칸 항공 (원월드) - 알래스카 항공 (원월드) - 에어 링구스 | - 에어 발틱 - 웨스트 제트 - 이베리아 항공 (원월드) - 일본항공 (원월드) - 중국남방항공 - 중국동방항공 (스카이팀) - 캐세이퍼시픽 항공 (원월드) - 카타르 항공 (원월드) - 콴타스 항공 (원월드) - 핀에어 (원월드) |  |

## 보유 기종
- 2023년 11월 기준으로 영국항공은 다음과 같은 기종을 보유하고 있으며 평균 기령은 11.3년이다.[5][6][7]

## 자회사

### 영국항공 월드 카고

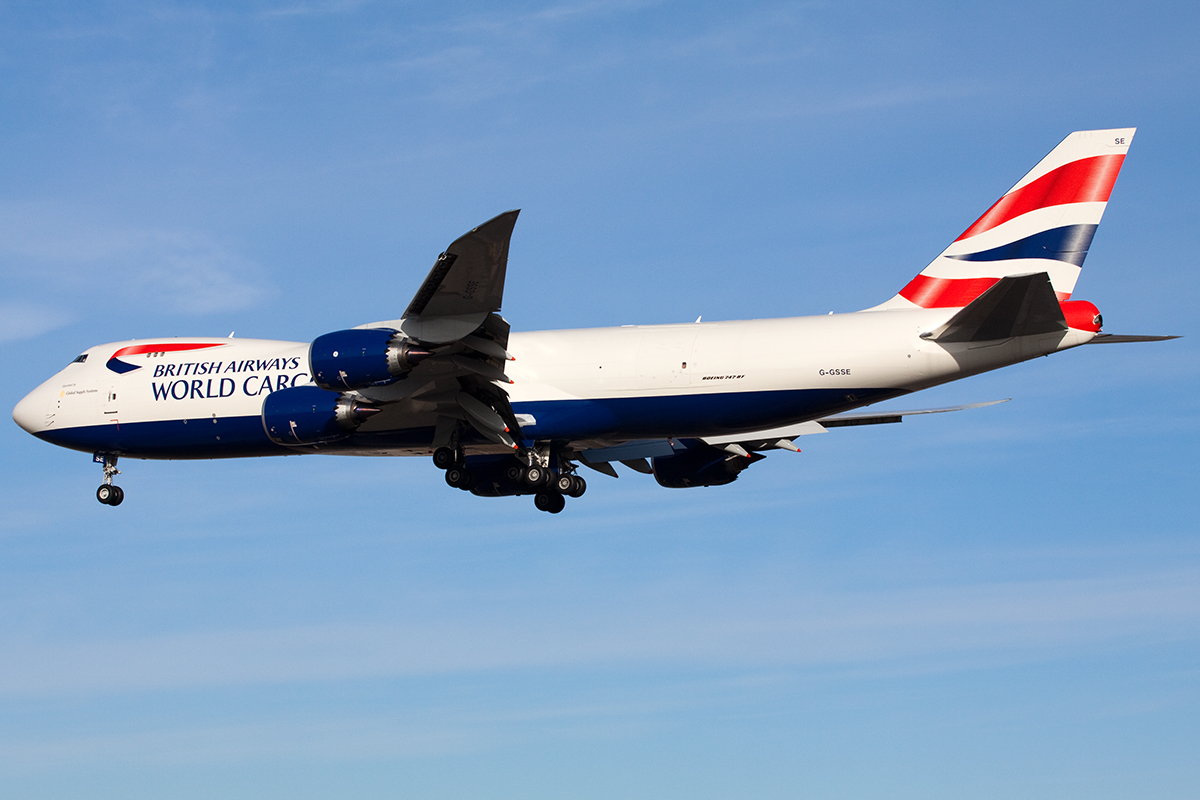
영국항공 월드 카고(글로벌 서플라이 시스템스)의 보잉 747-8F

- 영국항공 월드 카고(영어: British Airways World Cargo)는 영국항공의 자회사로 세계에서 12번째로 규모가 큰 화물 항공사였다.[14] 영국항공 월드 카고는 영국항공의 비행 루트를 통해서 글로벌인 화물의 기회를 가지고 있었다. 영국항공 월드 카고의 주력 기종은 3대의 보잉 747-8F가 있으며 연단위로 글로벌 서플라이 시스템스부터 항공기 뿐만이 아니라[15][16][17] 전용 화물 서비스 다른 사업자가 운영하는 전용 화물의 스페이스를 이용해 영국을 이어주며 따라서 승객이 노선망에서 이용할 수 없었다. 영국항공 월드 카고는 1990년대 후반에 런던 히드로 공항에서 월드 카고센터를 개설했다[18]. 프리미엄 화물을 처리할 수 있는 자동화된 화물 취급 센터와 연간 80,000톤 이상의 화물을 취급하였다.[19] 영국항공 월드 카고는 영국 전 국토의 주요한 지방 공항이 지역 화물을 통해서 파트너가 되었으며 런던 개트윅 공항, 런던 스탠스테드 공항에서 화물을 처리했었다.[20] 2010년 BAWC는 3대의 보잉 747-8F 기종 도입을 발표했었다. 3대의 보잉 747-400F 기종을 미국의 화물 항공사인 아틀라스 항공에 돌리기 위해 주문했었다.[21] 2007년 8월 영국항공이 항공 화물 가격을 고정하기 위해서 공모했는데 미국의 반트러스트 비용의 결과로 중죄를 받게 되었고[22] 3억 달러의 벌금을 유죄와 지불하는 것에 합의했었다. 2009년 영국항공은 장거리 화물 수송의 업무를 런던 스탠스테드 공항에서 켄트 국제공항으로 이전했었다.[23] 2014년 계약 해제에 따라 현재 영국항공은 화물을 취급하지 않는다.[24]

### BA 시티플라이어
- BA 시티플라이어(영어: BA CityFlyer)는 영국의 지역 항공사 브랜드로 영국항공 편명을 사용해 전체 색상과 두 제목으로 영국항공과 프랜차이즈 계약을 운영하고 있으며[25] 허브 공항은 런던 시티 공항이 있다.

### 오픈스카이스
- 오픈스카이스(영어: OpenSkies)는 프랑스의 항공사이자 영국항공의 자회사로 허브 공항은 파리 오를리 공항이 있으며 보유 기종은 영국항공에서 넘어온 보잉 757-200이 있다.

### BMI
- BMI(영어: British Midland Airways) 또는 브리티시 미들랜드 항공(영어: British Midland Airways)은 1947년에 설립된 영국 런던 히드로 공항과 맨체스터 공항을 기반으로 하는 영국의 항공 회사로 본사는 도닝턴 홀에 위치해 있으며 루프트한자 산하에 있다가 2012년 3월에 국제항공 그룹이 인수 하면서 자회사가 되었으나 같은 해 10월에 영국항공에 합병했다.

### BMI 베이비
- BMI 베이비(영어: Bmibaby)는 2002년에 설립된 영국의 저가 항공사로 보유하고 영국 민간항공 기관에서 영업 허가를 받아 20개 이상의 좌석과 항공기 승객을 포함한 화물과 우편물을 수행하는 것이 허용된다. 루프트한자 산하에 있다가 2012년 3월에 국제항공 그룹이 인수 하면서 자회사가 되었으나 같은 해 9월에 전 노선 운항을 중단 이후 폐업했다.[26]

### BMI 리저널
- BMI 리저널(영어: BMI Regional) 또는 브리티시 미들랜드 리저널 리미트(영어: British Midland Regional Limited)는 1987년에 설립된 영국의 지역 항공사로 주로 국내선 노선을 정기 여객 서비스로 운영하고 있다. 루프트한자 산하에 있다가 2012년 3월에 국제항공 그룹이 인수 하면서 자회사가 되었으나 같은 해 5월에 에버딘을 기반으로 한 기업에 매각 되면서 사실상 계열사에서 분리되었다.[27][28]

## 사건 및 사고
영국항공은 설립 이래 일곱 차례의 사고를 경험하였다. 1976년에 최초로 일어난 영국항공 476편의 경우 회사 설립 이래 최악의 참사로 기록되었다. 하지만 지속적인 관리와 안전 운항을 하기 시작해 승객의 만족도를 높였고 2013년 1월 23일, 독일 항공 사고 조사국인 JACDEC가 항공 안전 순위에서 60개의 국영 항공사 중에서 10위로 선정되면서 가장 안전한 항공사 중 Top 10을 기록했다.
- 1974년 11월, 런던 ~ 두바이 ~ 트리폴리로 향하던 영국항공 870편이 급유 도중 튀니스에서 납치되었다. 비행기를 납치한지 84시간 만에 1명의 인질이 살해했다.[30]
- 1976년 9월 10일, 런던 ~ 이스탄불로 향하던 영국항공 476편이 크로아티아의 수도인 자그레브 상공에서 맥도넬더글러스 DC-9-31 항공기와 공중 충돌해 승객과 승무원을 포함해 54명이 사망했다.[31]
- 1982년 6월 24일, 런던 ~ 뭄바이 ~ 첸나이 ~ 쿠알라룸푸르 ~ 퍼스 ~ 멜버른 ~ 오클랜드로 가던 영국항공 9편 엔진 고장 사고와 관련해 보잉 747-200B 항공기가 인도네시아 자카르타 상공으로 날던 도중에 화산재와 먼지 구름으로 인해 4개의 엔진이 고장났다. 하지만 3명의 기장이 빠른 대처로 인도네시아로 다시 선회 했으며 승객과 승무원이 전원 생존했다. 이 사건의 계기로 항공사와 지질 학자들 사이에 공유를 하게 되었고 이 날 항공기를 이용한 승객과 승무원이 별도의 클럽을 구성하게 되었다. 사고 원인은 갈룽궁 산이 화산 폭발하면서 화산재가 엔진 속으로 들어가 손상을 입었다.[32][33]
- 1990년 6월 10일, 영국항공 5390편이 사우샘프턴 공항에 무사히 비행기를 착륙시켰다. 사고 원인은 잘못된 수리로 인해 항공기가 손상을 입었기 때문이다.[34]
- 1990년 8월 2일, 영국항공 149편이 쿠웨이트 국제공항에 착륙 했으나 4시간 후에 승객과 승무원이 체포되었고 항공기는 파괴되고 말았다.[35][36]
- 2003년 중증 급성 호흡기 증후군이 발발했을 당시 베이징발 런던행 노선이 잠시 인천국제공항을 4개월간 머무른 적이 있었다.
- 2008년 1월 17일, 영국항공 38편 착륙 사고와 관련해 보잉 777-200ER 항공기가 런던 히드로 공항에서 착륙하던 도중 갑작스러운 동력 상실로 인하여 활주로를 30m 남겨둔 자리에 불시착했다.[37][38]
- 2015년 9월 8일, 영국항공 2276편 착륙 사고와 관련해 보잉 777-200ER 항공기가 매캐런 국제공항에 착륙 하다가 화재가 발생하여 14명이 부상을 당했다.[39][40][41]

## 같이 보기
- 영국의 교통
- 영국의 항공사 목록

## 사진

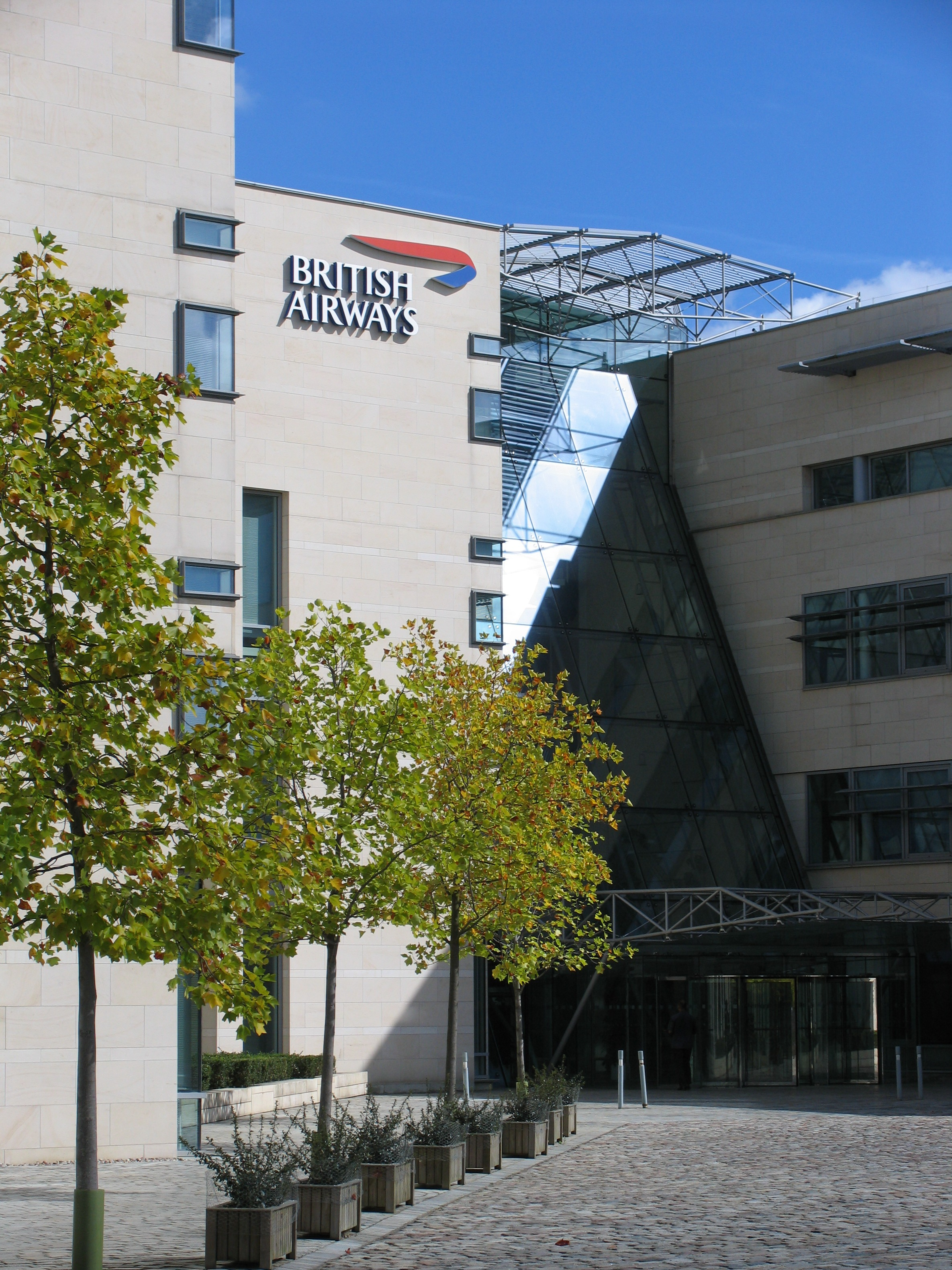
영국항공의 본사 전경
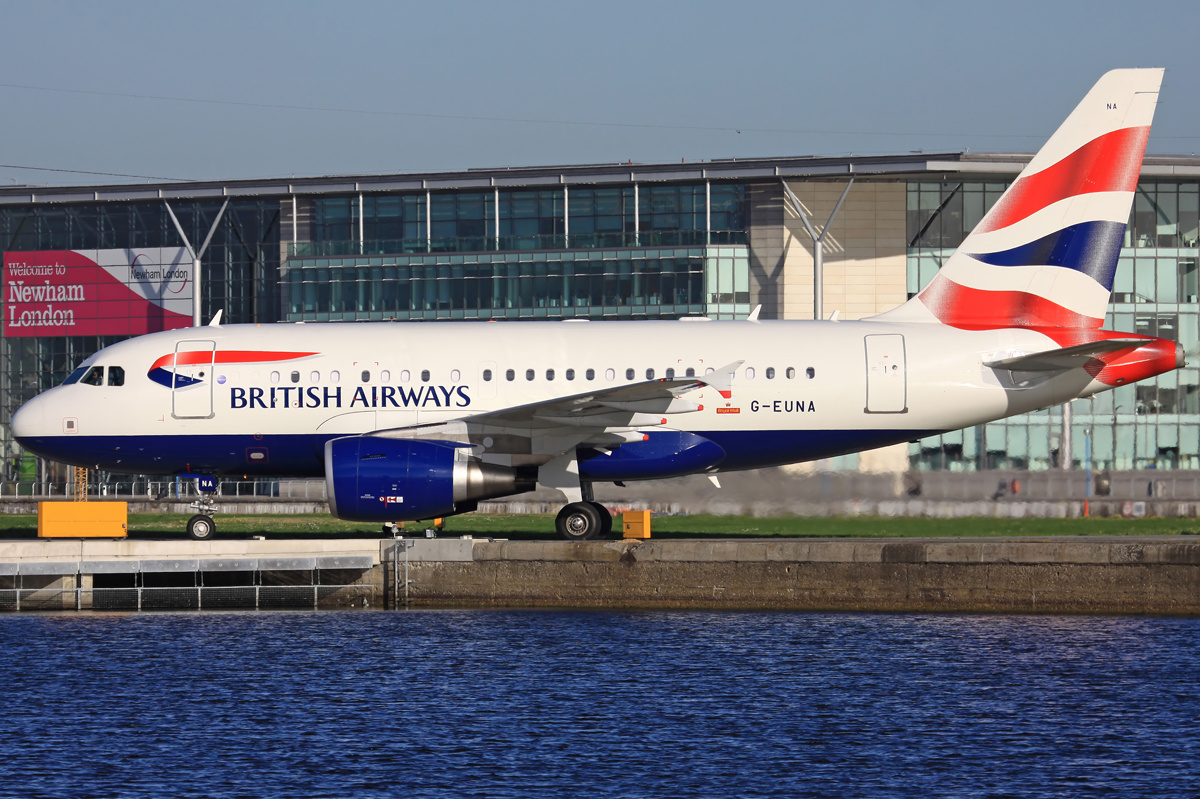
영국항공의 에어버스 A318-100
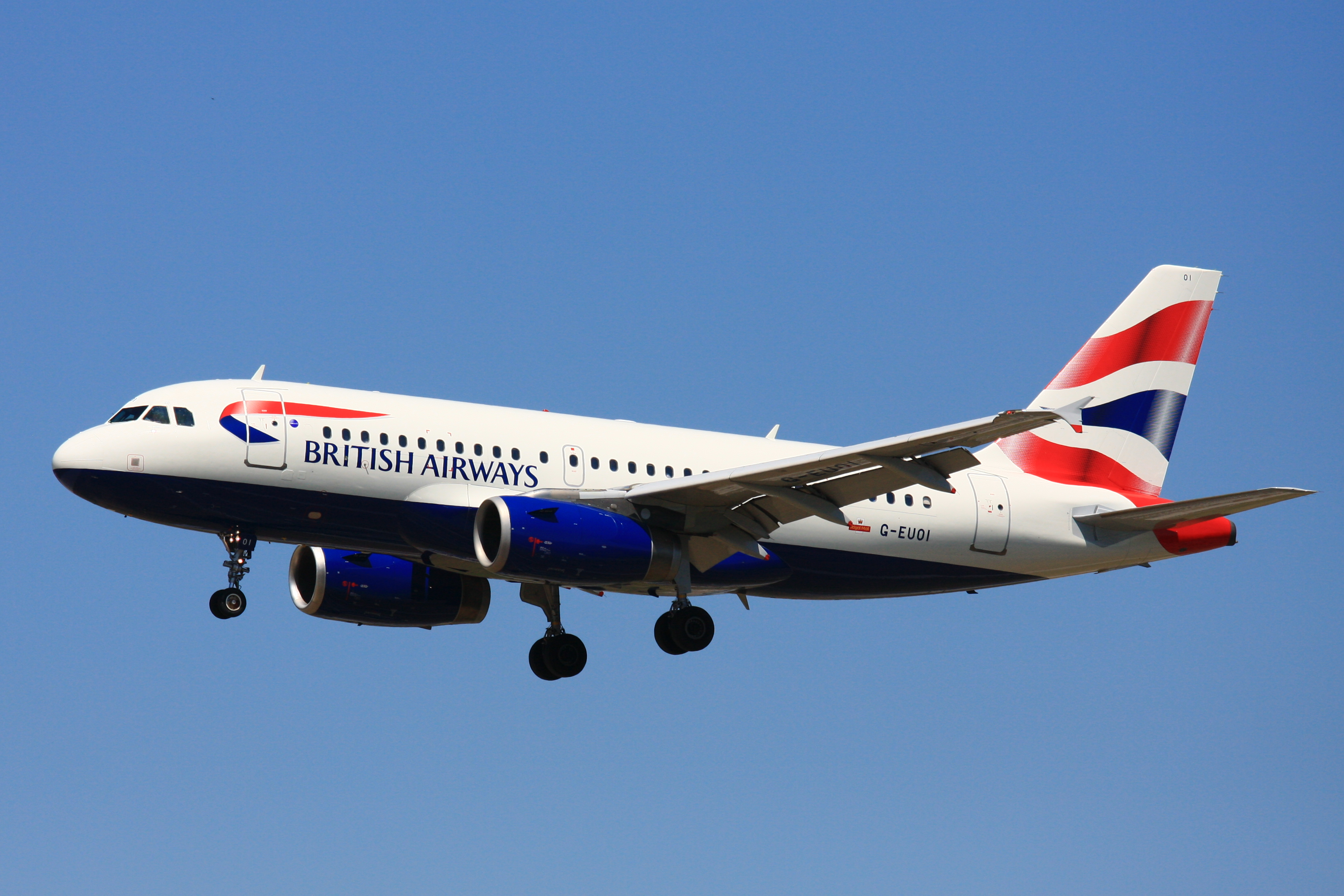
영국항공의 에어버스 A319-100
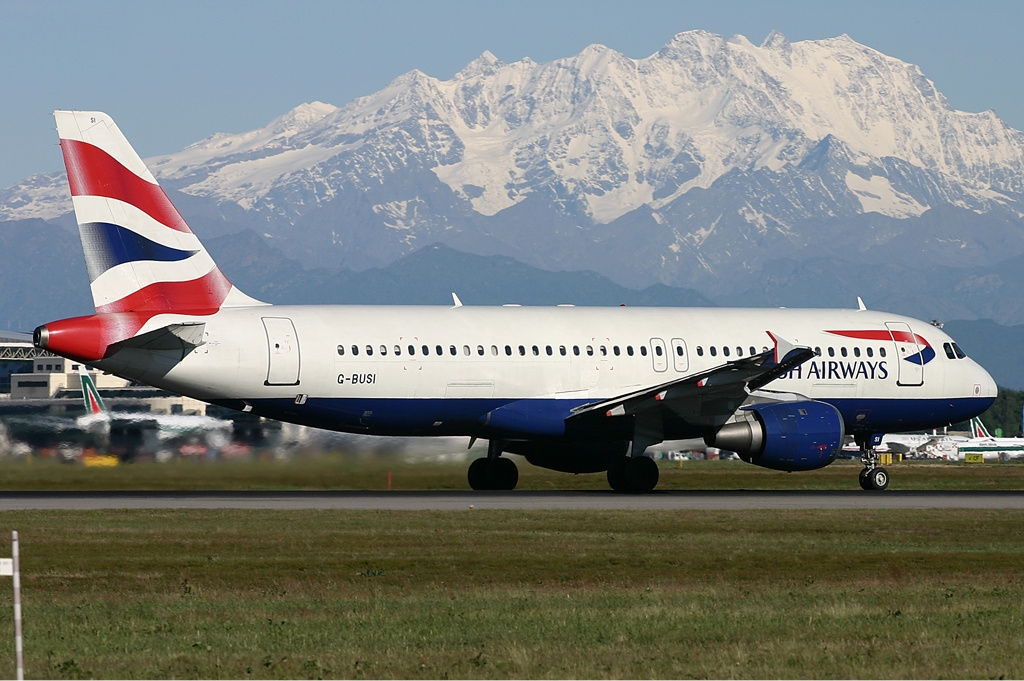
영국항공의 에어버스 A320-200
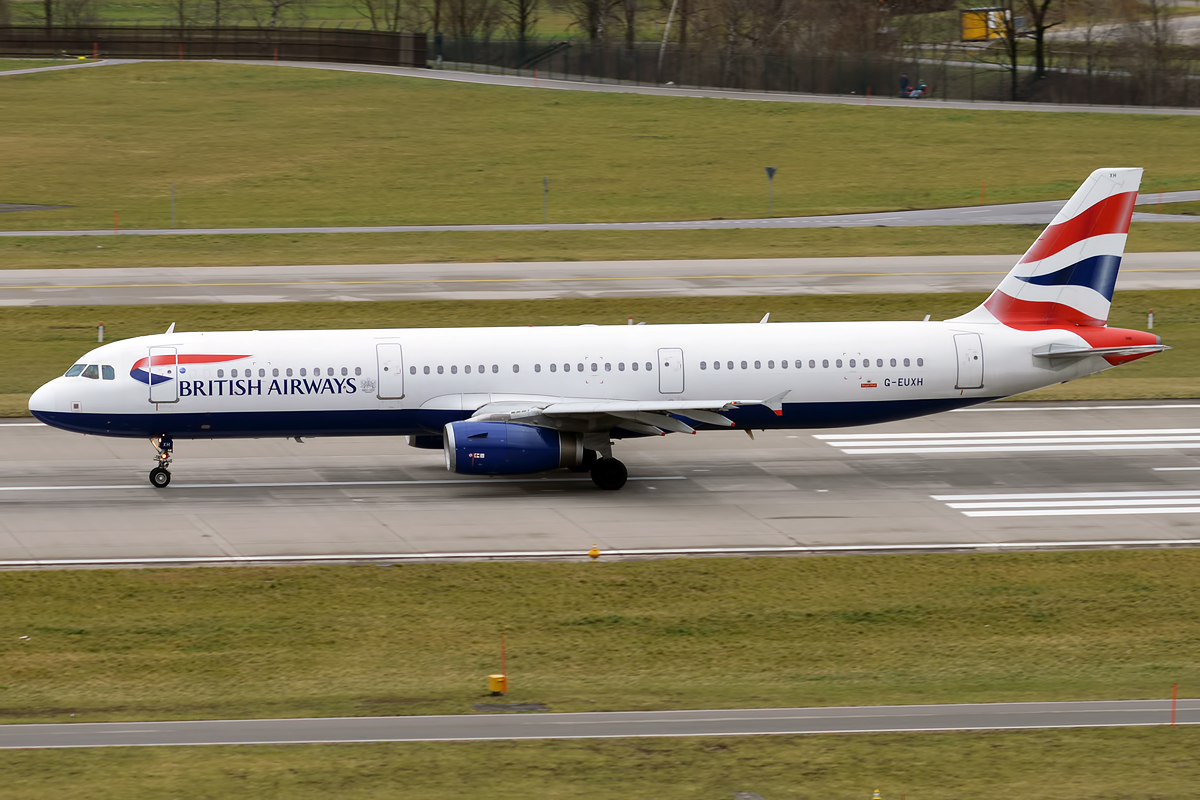
영국항공의 에어버스 A321-200
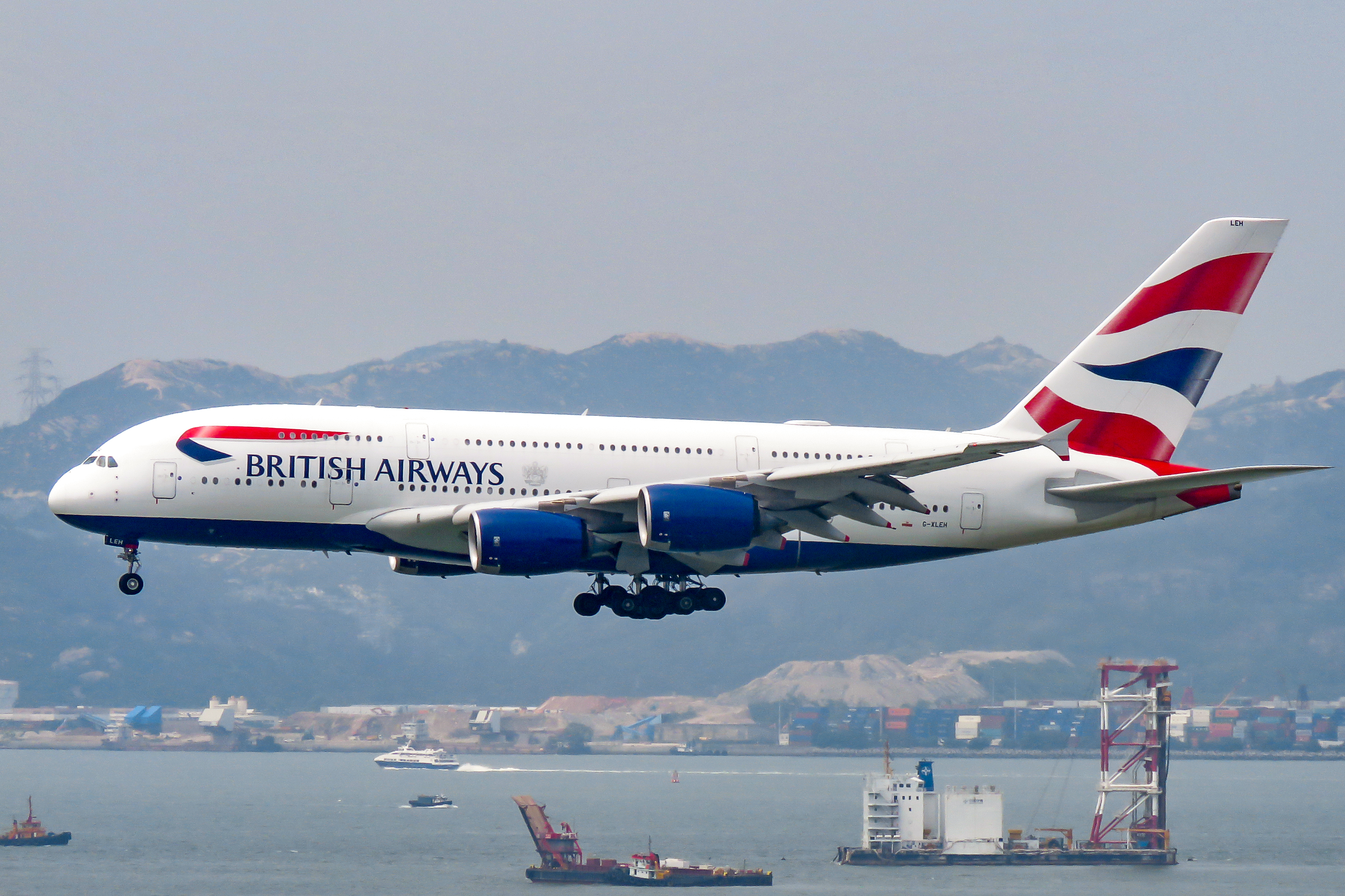
영국항공의 에어버스 A380-800
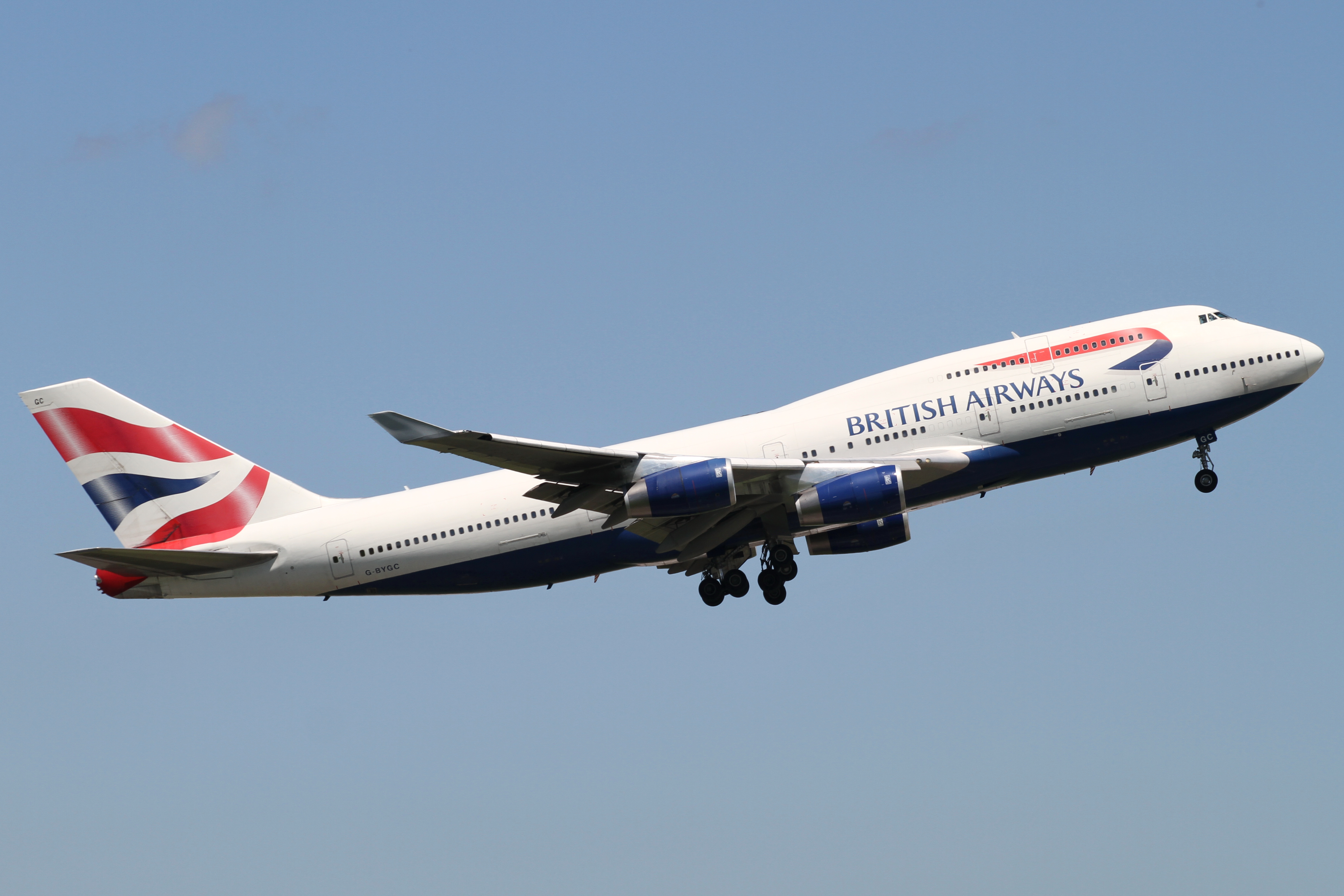
영국항공의 보잉 747-400
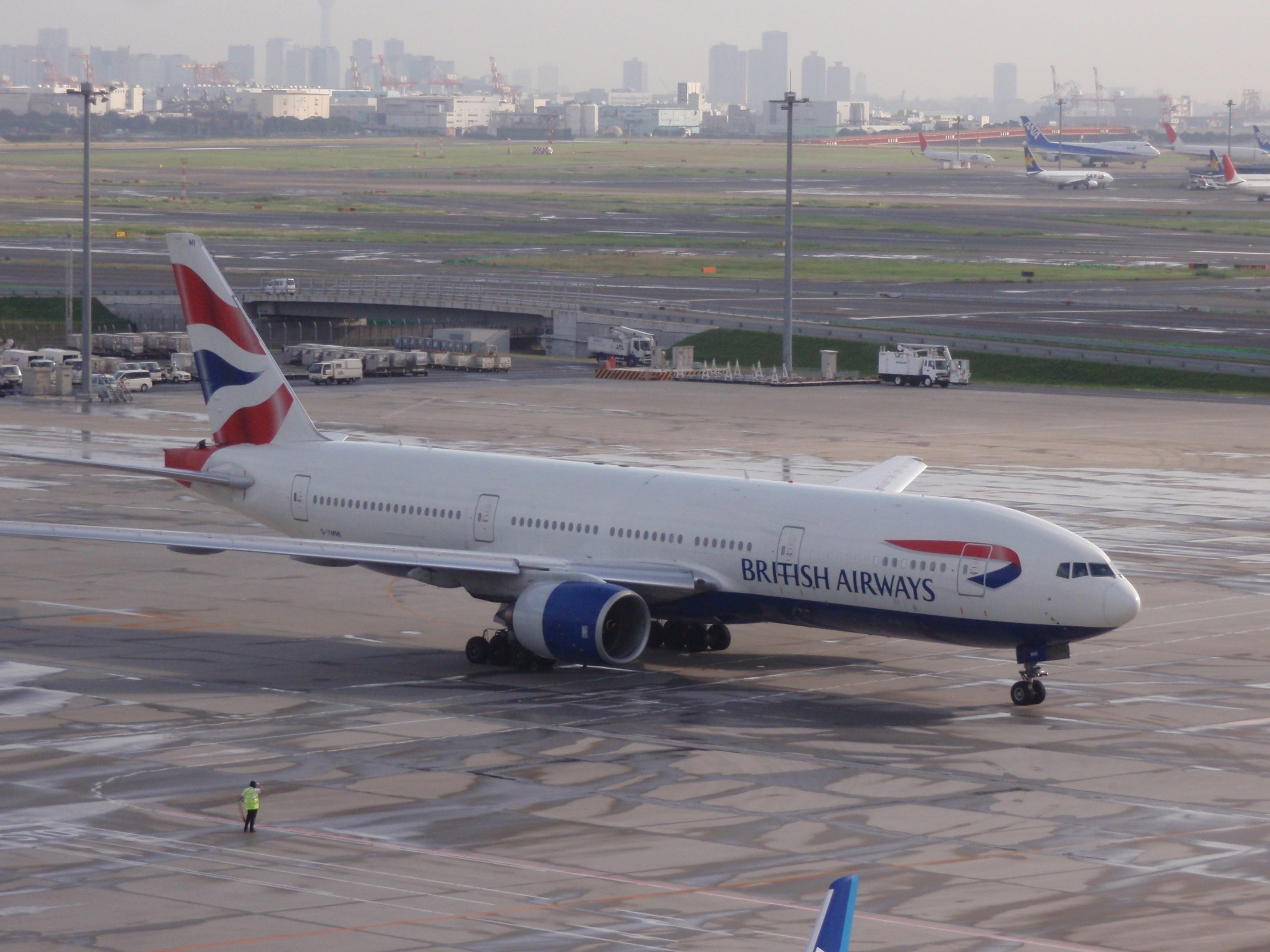
영국항공의 보잉 777-200ER
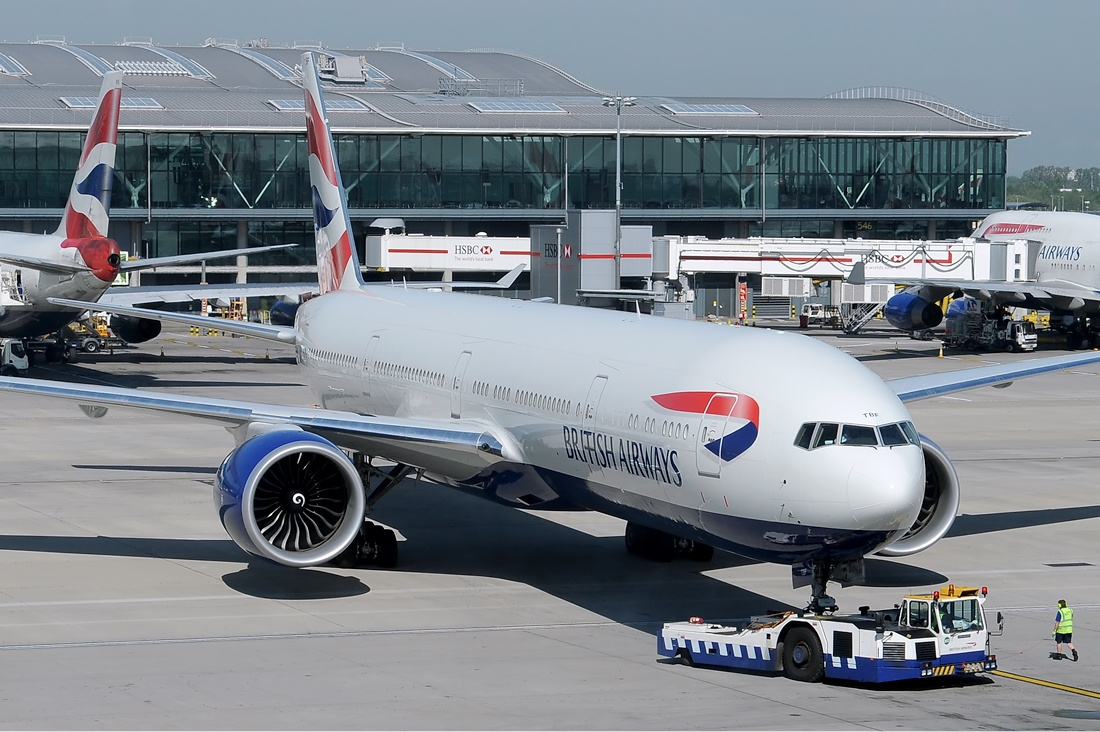
영국항공의 보잉 777-300ER
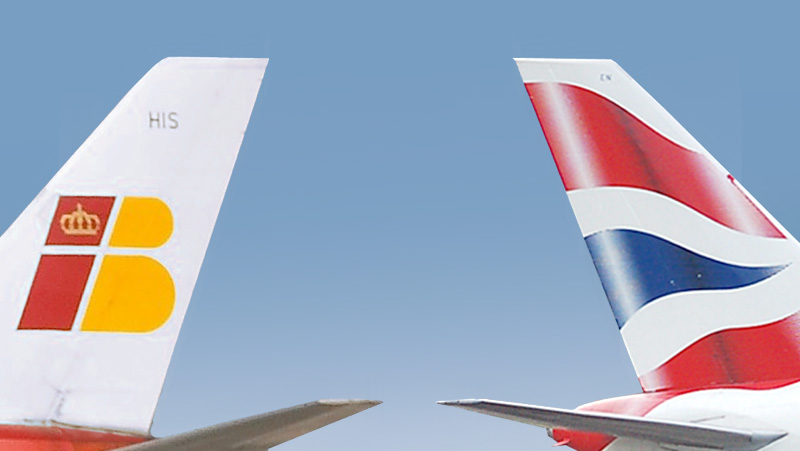
국제항공 그룹에 합병 후 영국항공과 이베리아 항공의 마크